# Olof Bromelius
Olof Ole (ú Olaus Olai) Bromelius (Olaf Bromel) (* Örebro, provincia de Örebro, Suecia, 24 de mayo de 1639 – † Gotemburgo, Suecia, 5 de febrero de 1705 ), botánico, médico y numismático sueco.

## Biografía
Después de sus estudios de medicina en la Universidad de Upsala, se traslada a Estocolmo, en 1669, para pasar a ser herborista oficial encargado de las farmacias de la ciudad. 
En 1672, va a ejercer la medicina a los Países Bajos y pasa a ser doctor en medicina por la Universidad de Leiden en 1673. Vuelve a Suecia en 1674. Ejerce a continuación la medicina en Estocolmo, a partir de 1675, luego en Gotemburgo, a partir de 1691. 
En 1676, formó parte también de una comisión encargada de examinar los asuntos de brujería en Estocolmo. Los trabajos de esta comisión conducirán a poner término a los procesos en brujería que entonces se llevaban en la capital de Suecia (al menos se les habían realizado a 8 mujeres por hechos de brujería en 1675-1676).
En 1687, Bromelius publica Lupulogia, un Tratado de botánica destinado a los agricultores, luego, en 1694, Chloris gothica s. catalogus stirpium circa Gothoburgum nascentium, el primer estudio serio consagrado a la flora de la región de Gotemburgo. 
Con ayuda de su hijo Magnus von Bromell (1679-1731), Bromelius reúne unas ricas colecciones, en particular, en historia natural y en numismática. Se conserva una parte de su colección botánica en el castillo de Skånelaholm, cerca de Sigtuna. En cuanto a la colección numismática, fue adquirida por la reina Ulrica Leonor de Suecia (1688-1741) y más adelante sería objeto de un estudio publicado en 1931.

## Epónimos
Bromelius se considera como uno de los mejores botánicos que se hayan conocido en Suecia antes del tiempo de Carlos Linneo, el cual le dedicó el género botánico Bromelia L..

## Fuente
- Svenskt biografiskt handlexikon

- Datos: Q717894